# Rychlobruslení na Zimních olympijských hrách 2022 – 1500 metrů ženy
Závod na 1500 metrů žen na Zimních olympijských hrách 2022 se konal v hale National Speed Skating Oval v Pekingu dne 7. února 2022.
Závod vyhrála v olympijském rekordu a rekordu dráhy Nizozemka Ireen Wüstová, pro niž to byl již třetí olympijský triumf na této trati, druhá skončila Japonka Miho Takagiová, která obhájila stříbro z předchozích ZOH, a třetí Nizozemka Antoinette de Jongová. Češka Nikola Zdráhalová skončila na 21. místě.

## Rekordy
Před závodem měly rekordy následující hodnoty:
| Světový rekord    | Miho Takagiová     | 1:49,83 | Utah Olympic Oval, Salt Lake City | 10. března 2019 |
| Olympijský rekord | Jorien ter Morsová | 1:53,51 | Adler-Arena, Soči                 | 16. února 2014  |
| Rekord dráhy      | Jin Čchi           | 2:00,43 |                                   | 10. dubna 2021  |

## Výsledky
| Pořadí           | Dvojice | Dráha | Jméno                       | Země                   | Čas          | Ztráta |
| ---------------- | ------- | ----- | --------------------------- | ---------------------- | ------------ | ------ |
| Zlatá medaile    | 12      | I     | Ireen Wüstová               | Nizozemsko             | 1:53,28 (OR) | 0,00   |
| Stříbrná medaile | 15      | O     | Miho Takagiová              | Japonsko               | 1:53,72      | +0,44  |
| Bronzová medaile | 11      | I     | Antoinette de Jongová       | Nizozemsko             | 1:54,82      | +1,54  |
| 4.               | 13      | I     | Ajano Satóová               | Japonsko               | 1:54,92      | +1,64  |
| 5.               | 9       | I     | Marijke Groenewoudová       | Nizozemsko             | 1:54,97      | +1,69  |
| 6.               | 13      | O     | Francesca Lollobrigidová    | Itálie                 | 1:55,20      | +1,92  |
| 7.               | 15      | I     | Jelizaveta Golubevová       | Sportovci ROV          | 1:55,30      | +2,02  |
| 8.               | 10      | O     | Nana Takagiová              | Japonsko               | 1:55,34      | +2,06  |
| 9.               | 7       | I     | Jevgenija Lalenkovová       | Sportovci ROV          | 1:55,74      | +2,46  |
| 10.              | 14      | I     | Brittany Boweová            | Spojené státy americké | 1:55,81      | +2,53  |
| 11.              | 10      | I     | Chan Mej                    | Čína                   | 1:56,08      | +2,80  |
| 12.              | 14      | O     | Ragne Wiklundová            | Norsko                 | 1:56,46      | +3,18  |
| 13.              | 12      | O     | Ivanie Blondinová           | Kanada                 | 1:56,49      | +3,21  |
| 14.              | 11      | O     | Naděžda Morozovová          | Kazachstán             | 1:56,85      | +3,57  |
| 15.              | 9       | O     | Jin Čchi                    | Čína                   | 1:57,00      | +3,72  |
| 16.              | 4       | O     | Jekatěrina Slojevová        | Bělorusko              | 1:58,41      | +5,13  |
| 17.              | 6       | O     | Ahena Er Adake              | Čína                   | 1:58,59      | +5,31  |
| 18.              | 7       | O     | Jekatěrina Ajdovová         | Kazachstán             | 1:59,01      | +5,73  |
| 19.              | 8       | O     | Natalia Czerwonková         | Polsko                 | 1:59,03      | +5,75  |
| 20.              | 5       | I     | Mia Kilburgová-Manganellová | Spojené státy americké | 1:59,11      | +5,83  |
| 21.              | 8       | I     | Nikola Zdráhalová           | Česko                  | 1:59,54      | +6,26  |
| 22.              | 4       | I     | Jelena Sochrjakovová        | Sportovci ROV          | 1:59,58      | +6,30  |
| 23.              | 5       | O     | Marina Zujevová             | Bělorusko              | 1:59,82      | +6,54  |
| 24.              | 6       | I     | Maddison Pearmanová         | Kanada                 | 1:59,89      | +6,61  |
| 25.              | 3       | O     | Michelle Uhrigová           | Německo                | 2:00,20      | +6,92  |
| 26.              | 1       | O     | Chuang Jü-tching            | Tchaj-wan              | 2:00,78      | +7,50  |
| 27.              | 1       | I     | Ellia Smedingová            | Velká Británie         | 2:01,09      | +7,81  |
| 28.              | 3       | I     | Sofie Karoline Haugenová    | Norsko                 | 2:01,57      | +8,29  |
| 29.              | 2       | I     | Sandrine Tasová             | Belgie                 | 2:03,39      | +10,11 |
| 30.              | 2       | O     | Magdalena Czyszczońová      | Polsko                 | 2:05,64      | +12,36 |

### Mezičasy medailistek
| Jméno                 | Země       | 300 m         | 700 m         | 1100 m          | Cíl             |
| --------------------- | ---------- | ------------- | ------------- | --------------- | --------------- |
| Ireen Wüstová         | Nizozemsko | 25,51 (+0,41) | 53,37 (+0,11) | 1:22,47 (0,00)  | 1:53,28 (0,00)  |
| Miho Takagiová        | Japonsko   | 25,10 (0,00)  | 53,26 (0,00)  | 1:22,50 (+0,03) | 1:53,72 (+0,44) |
| Antoinette de Jongová | Nizozemsko | 25,51 (+0,41) | 53,61 (+0,35) | 1:23,30 (+0,83) | 1:54,82 (+1,54) |